# Szeregowiec Dolot
Szeregowiec Dolot (ang. Valiant) – amerykańsko-brytyjski film animowany z 2005, opowiadający o lądowaniu w Normandii podczas II wojny światowej. Bohater filmu, gołąb Dolot musi dostarczyć aliantom wiadomość od Francuskiego Ruchu Oporu z informacją o dacie lądowania w Normandii.

## Obsada
- Ewan McGregor – Szeregowiec Franek Dolot
- Ricky Gervais – Bugsy
- Tim Curry – Generał Von Szpon
- Jim Broadbent – Sierżant
- Hugh Laurie – Gotfryd
- John Cleese – Merkury
- John Hurt – Felix
- Olivia Williams – Wiktoria
- Sharon Horgan – Charllote De Gaulle

## Wersja polska
Wersja polska: Master Film

Reżyseria: Paweł Leśniak

Dialogi: Jan Jakub Wecsile

Dźwięk: Elżbieta Mikuś

Montaż: Jan Graboś

Kierownictwo produkcji: Romuald Cieślak

Dystrybucja i produkcja: MONOLITH FILMS

Wystąpili:

- Piotr Adamczyk – Franek Dolot
- Sławomir Pacek – Bakier
- Krzysztof Kowalewski – Sierżant
- Mariusz Benoit – Generał Von Szpon
- Małgorzata Kożuchowska – Charllote De Gaulle
- Jerzy Bończak – Komandor Śmigły
- Marian Opania – Meteor
- Marcin Perchuć – Pieniek
- Jarosław Boberek – Heniek
- Bartosz Opania – Gotfryd
- Wojciech Wysocki – Kapral Messerschwein
- Sławomir Orzechowski – Fockewurst
- Agnieszka Kunikowska – Wiktoria
- Krystyna Tkacz – Mama
- Stanisław Brudny – Rożen
- Robert Czebotar
- Włodzimierz Bednarski
- Monika Pikuła
- Andrzej Chudy
- Jan Kulczycki
- Antonina Girycz
- Ryszard Olesiński
- Krzysztof Kołbasiuk
- Janusz Wituch
- Karol Wróblewski
- Paweł Szczesny
- Mirosław Wieprzewski
- Zbigniew Konopka